# سامسونج جالكسي إيس 2
سامسونج جالكسي إيس 2 (بالإنجليزية: Samsung Galaxy Ace 2)‏ هو هاتف ذكي من إلكترونيات سامسونج ضمن سلسلة سامسونج جالاكسي يعمل بنظام أندرويد، تم طرحه في الأسواق في 22 مايو 2012.

## الخصائص
- نظام التشغيل: أندرويد
- الكاميرا الخلفية: 5 ميجابكسل
- الشاشة: إل سي دي 480×800
- الوزن: 122 غ (4.3 أونصة)
- المعالج: 800 ميجا هرتز ثنائي النواة
- الذاكرة: 768 ميجابايت
- التخزين: 4 جيجابايت
- النظام: أندرويد 2.3.6